# Hedycryptus rufopetiolatus
Hedycryptus rufopetiolatus är en stekelart som först beskrevs av Cameron 1904.  Hedycryptus rufopetiolatus ingår i släktet Hedycryptus och familjen brokparasitsteklar. Inga underarter finns listade i Catalogue of Life.